# BBC iPlayer
BBC iPlayer è un servizio sviluppato da BBC che rende disponibili in streaming contenuti video e radio attraverso il Web, sistemi P2P, via cavo oppure su dispositivi mobili.

## Descrizione
Il servizio è uscito dalla versione beta il 25 dicembre 2007, mentre una seconda versione, con un look rinnovato, è stata resa disponibile dal 25 giugno 2008. iPlayer 3.0 è stato emesso il 6 settembre 2010, con l'aggiunta di integrazioni con i nuovi social network. Un'ulteriore versione, denominata New BBC iPlayer, è stata pubblicata on-line a partire dall'11 marzo 2014.
Il servizio video è limitato ai soli abbonati, residenti nel Regno Unito, mentre il servizio radio è per la maggior parte libero e gratuito anche all'estero. Le trasmissioni intere sono generalmente disponibili per la visione o l'ascolto fino a trenta giorni dopo la data iniziale di messa in onda.
All'inizio del servizio, iPlayer venne pesantemente criticato in quanto poco avanzato ed esoso di risorse; in seguito, venne ridisegnato e rilanciato, ottenendo un enorme successo e con milioni di visualizzazioni, che ha però ha rilanciato numerosi problemi riguardo all'intasamento dovuto a tutto lo streaming BBC, e alla futura disponibilità della banda larga britannica.